# Disturbios de Niká

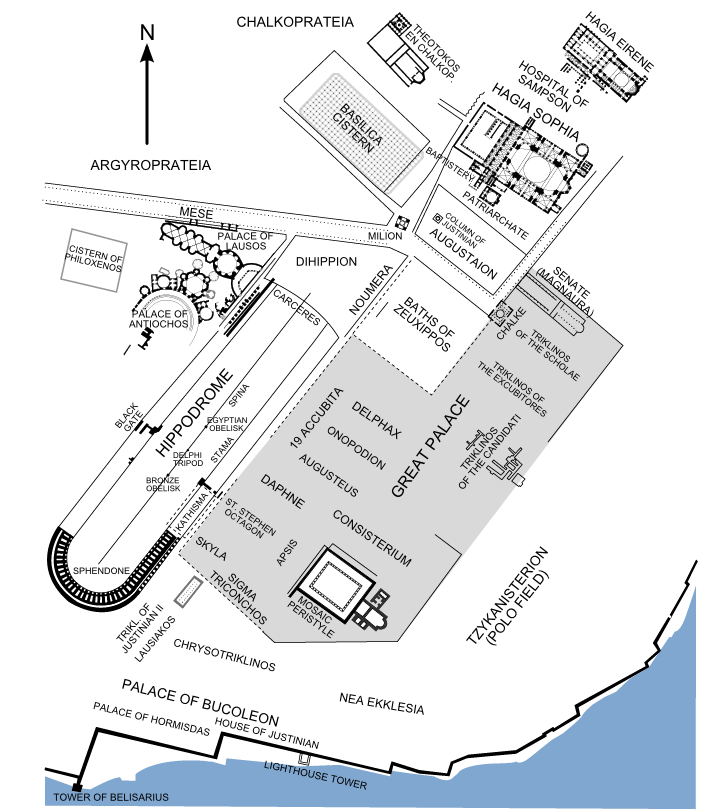
Plano de Constantinopla con el Hipódromo y el Palacio.

Los Disturbios de Nika o la Revuelta de Nika se le llama a una rebelión popular en la ciudad de Constantinopla en el año 532. Tomó su nombre del grito lanzado por los rebeldes: «¡Nika!» (que significa ‘¡vence!’ en griego). Los acontecimientos tuvieron lugar en los alrededores de la  residencia del emperador Justiniano I. 
En griego esta revuelta se recuerda como Στάση του Νίκα [stási tu níka].
Los disturbios de Nika estallaron como fruto de una creciente tensión social en el Imperio bizantino. Una intrascendente discusión entre las facciones rivales Verdes y Azules (colores con los que competían) sobre carreras de carros se transformó en un estallido popular sin precedentes que hizo tambalear el trono de Justiniano I.
Procopio de Cesarea escribía:

La población de las ciudades se había dividido desde hace tiempo en dos grupos, los Verdes y los Azules... sus miembros [de cada facción] luchaban contra sus adversarios... no respetando ni matrimonio ni parentesco, ni lazos de amistad, incluso aunque los que apoyaban a diferentes colores pudieran ser hermanos o tuvieran algún otro parentesco.

Esta rivalidad estaba agravada por un trasfondo político y teológico, pues mientras que los Verdes estaban formados mayoritariamente por comerciantes y arrendatarios de servicios y bienes públicos y profesaban el monofisismo, los Azules eran principalmente terratenientes o aristócratas y practicaban el cristianismo oficial. Justiniano apoyaba a estos últimos.
El momento político también era turbulento, pues Justiniano estaba en medio de una negociación con los persas por la paz, y para pagar a estos y a otros bárbaros debió establecer amplios impuestos a la ciudadanía, que no fueron bien recibidos.
La revuelta comenzó en el Hipódromo de Constantinopla, donde se encontraban los emperadores, y se fue extendiendo por toda la ciudad, atacando y destruyendo edificios públicos como el Gran Palacio y la iglesia más importante de la ciudad, Santa Sofía, que más tarde tendría que ser reconstruida por Justiniano. 
Los rebeldes llegaron a nombrar hasta un nuevo emperador, Hipacio, que era sobrino del antiguo emperador Anastasio I (quien reinó entre 491 y 518).
Solo la serenidad de su esposa, Teodora, impidió que Justiniano huyera de la capital. Teodora ordenó a los generales azules cristianos Belisario y Narsés que fingieran negociar e hicieran que todos los rebeldes verdes retornaran al hipódromo. Los 30 000 verdes monofisistas ingresaron al hipódromo, donde fueron encerrados y masacrados. No quedaron sobrevivientes.
La iglesia ortodoxa canonizó a la emperatriz Teodora y al emperador Justiniano.